# 代数的な元
体論において、可換体 K の拡大体 L の元は、K 係数の 0 でない多項式が存在してその根となっているときに、K 上代数的であると言う。K 上代数的でない元は K 上超越的であると言う。
これは代数的数と超越数の概念の一般化である。代数的数は有理数体 Q の拡大体 C の元であって、Q 上代数的な複素数である。したがって {\textstyle {\sqrt {2}}} は Q 上代数的な実数であって、自然対数の底 e や円周率 π は Q 上超越的な実数である。Q 上超越的な複素数は存在するが、すべての複素数 a+bi は実数体 R 上代数的である。なぜなら (X − a)2+b2 の根だからである。

## 特徴づけ
K のすべての元 a は明らかに K 上代数的である、なぜならば X − a の根だからだ。より一般に、
- K の有限次拡大体のすべての元 a は K 上代数的である。

実際、K の有限次（n 次としよう）拡大は K 上有限次元のベクトル空間である。したがって 1, a, a2, ..., an の間には線型従属な関係があり、a を根に持つ多項式が得られる。
代数的あるいは超越的な元という概念を、K と a を含む L の最小の部分環である K[a] を使って特徴づけることができる。環 K[a] の元は a の多項式として書ける L の元である。すなわち K[a] は多項式環 K[X] の X を a に写す環準同型 φ による像である。この準同型が単射でないことと多項式が a で消えることは同値である。また、a が K[X] の多項式の根であれば、a は K[a] が根体であるような既約多項式（前の多項式の因数）の根である。まとめると
- 元 a が K 上超越的であることと、K[a] と K[X] が同型である（同型は φ によって与えられる）ことは同値である。
- 元 a が K 上代数的であることと、K[a] が体であることは同値である。

K(a) を、a を含む L の最小の部分体とする（K(a) の元は a の有理式として書けるような L の元である）。これによって再び定式化することができる。
- 元 a が K 上代数的であることと K(a) = K[a] であることは同値である。
- 元 a が K 上代数的であることと K の拡大 K(a) が有限次拡大であることは同値である。

（したがって1つ目の性質から、K 上代数的な任意の元は K の有限次拡大の元である）。

## 安定性
この特徴づけによって次のことが証明できる。K 上代数的な2つの元の和と積は K 上代数的である。実際、a と b が K 上代数的であれば、a + b と ab は K(a, b) に属する。これは K(a) の b による拡大が K 上したがって K(a) 上代数的であることからわかる。よって拡大 K(a, b) は K(a) の、したがって K の、有限次拡大である（これは拡大次数の性質である）。そのすべての元は K 上代数的である。
さらに、K 上代数的な元 a は 0 でなければその逆元は a を根にもつ多項式の相反多項式の根であり K 上代数的である。結論：
- K 上代数的な L の元全体は L の部分体をなす。

n についての帰納法で次のことも言える。
- a1, ..., an が（有限個の）K 上代数的な元であれば、これらの元を K に添加して得られる拡大 K(a1, ..., an) のすべての元は K 上代数的である。

すべての元が代数的であるような拡大を代数拡大と呼ぶ。代数拡大は有限次であるとは限らず、したがって有限個の代数的な元で生成されるとは限らない（記事代数拡大を参照）。

## 次数と最小多項式
K 上代数的な元の 次数 は拡大 K(a) / K の次数である。a は代数的なので、それは K-ベクトル空間 K[a] の次元である。したがってそれはまた a の最小多項式（a が消える最小次数のモニック多項式）の次数でもある。

## 結合多元環
K の拡大 L は体 K 上の結合多元環であり、定義はこの構造しか使っていない。したがってこれを一般化することができる。可換体 K 上の単位的結合多元環 E の元が K 上代数的であるとは、それを根にもつ K 係数の 0 でない多項式が存在することである。体の拡大の場合と同様に、多元環 E が K 上有限次元のとき、E のすべての元は K 上代数的である。